# 和歌山県道115号花園美里線
和歌山県道115号花園美里線（わかやまけんどう115ごう はなぞのみさとせん）は、和歌山県伊都郡かつらぎ町から海草郡紀美野町に至る一般県道である。

## 概要
伊都郡かつらぎ町大字花園梁瀬から海草郡紀美野町長谷宮に至る。
全線にかけて道が狭い。だが、花園美里トンネル（延長2,018 m）が開通したことにより、険道区間も以前よりは少なくなっている。
かつては対向不能な箇所が多かったが、2009年現在、ほぼ全線（花園美里トンネルを除く）にかけて道路の拡幅工事をするなど、近年急速に整備されている。

### 路線データ
- 起点：和歌山県伊都郡かつらぎ町大字花園梁瀬（花園梁瀬交差点、国道480号交点）
- 終点：和歌山県海草郡紀美野町長谷宮（国道370号交点）
- 実延長：7.332 km

## 歴史
- 2000年（平成12年）4月 - 町村道花園長谷線が県道花園美里線に昇格[1]。
- 2005年（平成17年）3月25日 - 花園美里トンネル開通[2]。

## 路線状況

### 道路施設

#### 橋梁
- 柳生橋（貴志川、海草郡紀美野町）

#### トンネル
- 花園美里トンネル：延長2,018 m、2005年（平成17年）竣工、伊都郡かつらぎ町 - 海草郡紀美野町

## 地理

### 通過する自治体
- 和歌山県
  - 伊都郡かつらぎ町 - 海草郡紀美野町

### 交差する道路
| 交差する道路 | 市町村名 | 市町村名   | 交差する場所 | 交差する場所          |
| ------------ | -------- | ---------- | ------------ | --------------------- |
| 国道480号    | 伊都郡   | かつらぎ町 | 大字花園梁瀬 | 花園梁瀬交差点 / 起点 |
| 国道370号    | 海草郡   | 紀美野町   | 長谷宮       | 終点                  |

### 沿線
- かつらぎ町役場 花園支所
- 有田川
- 貴志川